# Elektronischer-Rechtsverkehr-Verordnung
Die Elektronischer-Rechtsverkehr-Verordnung (ERVV) ist eine Rechtsverordnung der deutschen Bundesregierung, welche  die Übermittlung elektronischer Dokumente an die Gerichte der Länder und des Bundes sowie die Bearbeitung elektronischer Dokumente durch diese Gerichte regelt (§ 1 Abs. 1 ERVV). Sie wurde am 24. November 2017 erlassen und ist am 1. Januar 2018 in Kraft getreten. Sie legt u. a. fest, dass nur PDF- und TIFF-Dateien im elektronischen Rechtsverkehr mit deutschen Gerichten zulässig sind.

## Inhalt
Die Verordnung gilt für den elektronischen Rechtsverkehr der Parteien sowie schriftlich einzureichende Auskünfte, Aussagen, Gutachten, Übersetzungen und Erklärungen Dritter mit den Gerichten der Länder und des Bundes sowie die Bearbeitung elektronischer Dokumente durch diese Gerichte nach § 130a der Zivilprozessordnung, § 46c des Arbeitsgerichtsgesetzes, § 65a des Sozialgerichtsgesetzes, § 55a der Verwaltungsgerichtsordnung und § 52a der Finanzgerichtsordnung. Sie gilt ferner für die Übermittlung elektronischer Dokumente an Strafverfolgungsbehörden und Strafgerichte der Länder und des Bundes nach § 32a der Strafprozessordnung sowie die Bearbeitung elektronischer Dokumente.
Gemäß § 5 ERVV macht die Bundesregierung die technischen Anforderungen an die Übermittlung und Bearbeitung elektronischer Dokumente bekannt. Dies erfolgt in regelmäßigen Abständen in einer Elektronischer-Rechtsverkehr-Bekanntmachung (ERVB), die den jeweils aktuellen Stand der Technik und die Barrierefreiheit im Sinne der Barrierefreie-Informationstechnik-Verordnung berücksichtigen muss. 
In der ERVB 2021 wurden bis mindestens 31. Dezember 2022 druckbare Dateien der Dateiformate PDF 2.0, PDF/A-1, PDF/A-2, PDF/UA sowie TIFF Version 6 als zulässig festgelegt, die auch auf DVD und CD übermittelt werden können. Die Länge der Dateinamen darf maximal 90 Zeichen betragen (einschließlich der Dateiendungen). Die Dateinamen dürfen nur die Buchstaben des deutschen Alphabetes einschließlich der Umlaute ä, ö, ü und ß, alle Ziffern und die Zeichen Unterstrich und Minus enthalten (Punkte nur, sofern sie den Dateinamen von der Dateiendung trennen). Außerdem müssen die Dateinamen eine logische Nummerierung enthalten, wenn mehrere Dateien übermittelt werden. Bis zum 31. März 2022 wurden pro Nachricht maximal 100 Dateien mit einer Gesamtgröße von höchstens 60 Megabyte erlaubt.
Für die nicht von der ERVV erfassten Bereiche wie den elektronischen Rechtsverkehr mit den Registergerichten haben manche Bundesländer eine eigene Verordnung erlassen.
Das Bundesverfassungsgericht ist elektronisch nicht erreichbar. Anträge bedürfen weiterhin der Schriftform (§ 23 BVerfGG).